# Грок, Патрик
Патрик Грок (фр. Patrick Groc, р. 6 сентября 1960) — французский фехтовальщик-рапирист, призёр чемпионатов мира и Олимпийских игр.

## Биография
Родился в 1960 году в Нёйи-сюр-Сен. В 1982 году стал обладателем серебряной медали чемпионата мира. В 1984 году принял участие в Олимпийских играх в Лос-Анджелесе, где стал обладателем бронзовой медали. В 1987 году вновь стал обладателем серебряной медали чемпионата мира. В 1988 году принял участие в Олимпийских играх в Сеуле, однако там французские рапиристы стали лишь 6-ми, а в личном зачёте он занял 40-е место. В 1992 году принял участие в Олимпийских играх в Барселоне, однако там французские рапиристы стали лишь 7-ми, а в личном зачёте он занял 22-е место.